# Peter Kollwitz

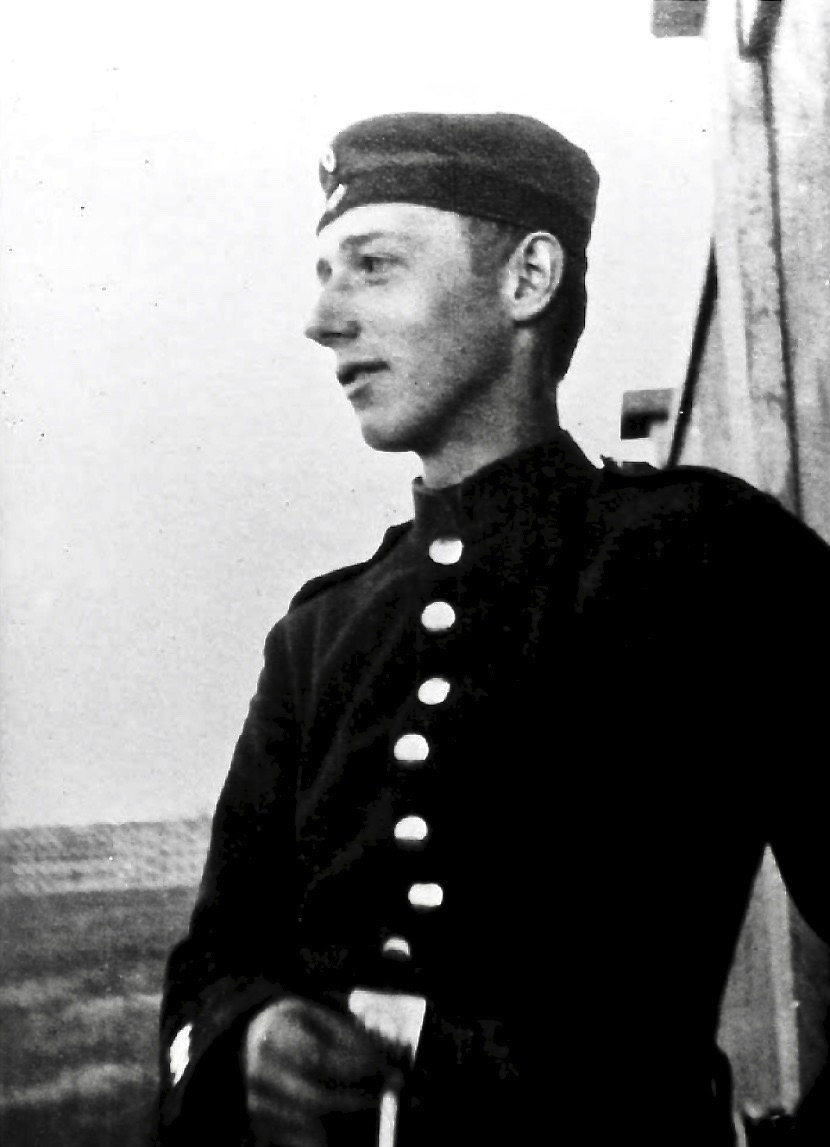
Peter Kollwitz

Peter Kollwitz (Berlijn, 6 februari 1896 – Esen, 23 oktober 1914) was een Duitse soldaat die vocht en sneuvelde in de Eerste Wereldoorlog.
Peter Kollwitz was de jongste van twee zonen van Karl Kollwitz en beeldhouwster Käthe Kollwitz. Zijn broer Hans Kollwitz vocht eveneens mee in de Eerste Wereldoorlog. Uit archieven komt hij naar voren als een fijnbesnaarde jongeman.
Tijdens die oorlog was Peter ingedeeld in de 4e compagnie van het 207e Reserve Infanterie Regiment. Tijdens de inval in België moest zijn compagnie op 23 oktober 1914 het Belgische 11e Linie Regiment aanvallen t.h.v. Esen, nabij Diksmuide, in een poging zo de IJzer over te steken. Peter, nog niet eens 18, sneuvelde bij deze aanval.
Al sinds een week na zijn dood dacht zijn moeder na over een gepast gedenkteken als eerbetoon voor haar gevallen zoon. Na vele jaren en verschillende schetsen van ontwerpen kwam uiteindelijk het Treurende Ouderpaar tot stand, dat de treurende ouders van Peter voorstelt. Oorspronkelijk stond de beeldengroep vanaf 1932 op het Friedhof Roggeveld, tussen Zarren en Esen, de militaire begraafplaats waar Peter was begraven. In 1956 werd de begraafplaats samen met verschillende andere Duitse oorlogskerkhoven geruimd en de graven samengevoegd tot de uiteindelijke Duitse militaire begraafplaats in Vladslo. Ook de beeldengroep van Käthe Kollwitz is naar deze begraafplaats overgebracht. Het nieuwe graf van Peter Kollwitz ligt vlak naast de beeldengroep. Zijn oorspronkelijke grafkruis staat nu tentoongesteld in het In Flanders Fields Museum in Ieper.

## Galerij

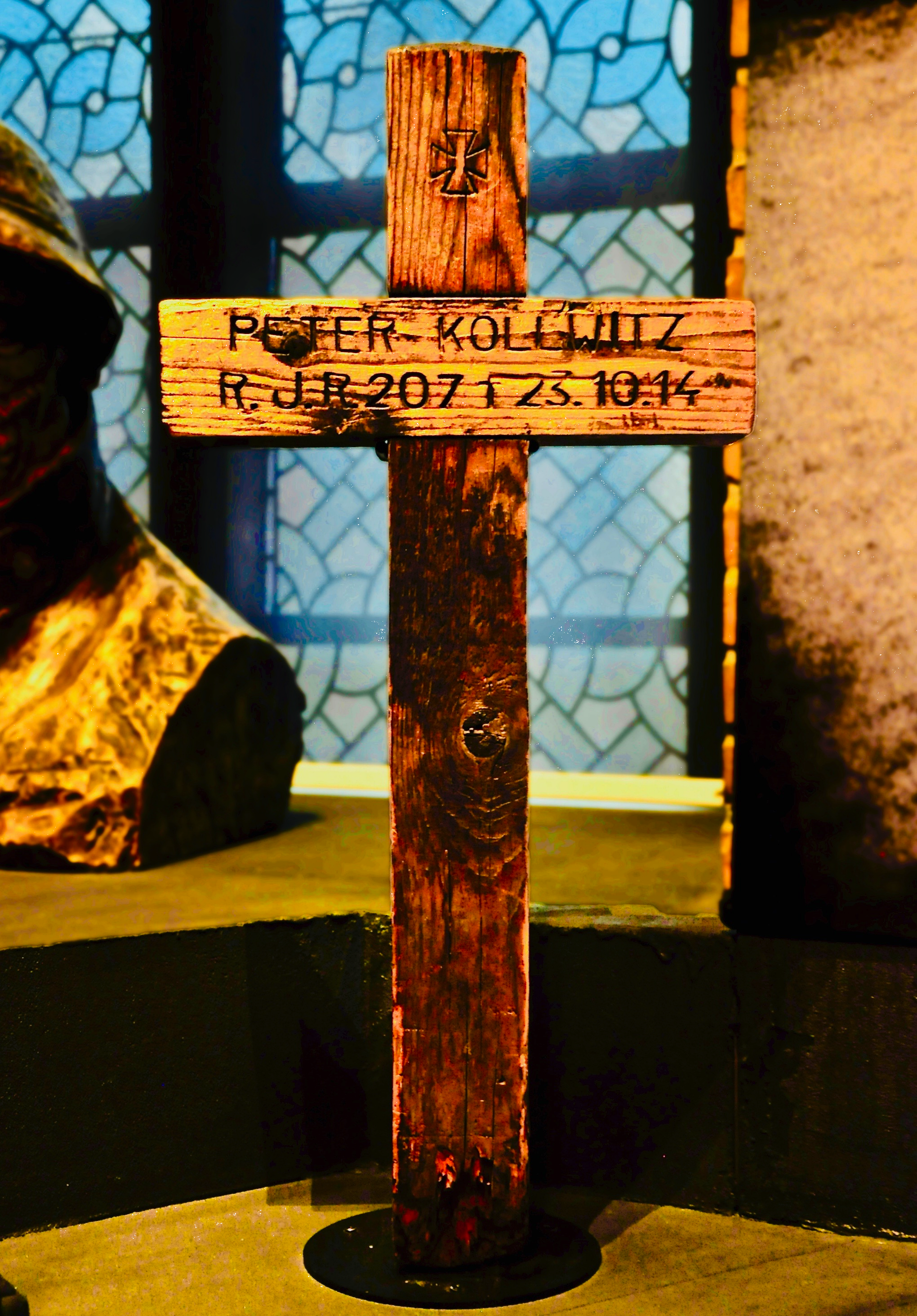
Het grafkruis van Peter Kollwitz in het In Flanders Fields Museum
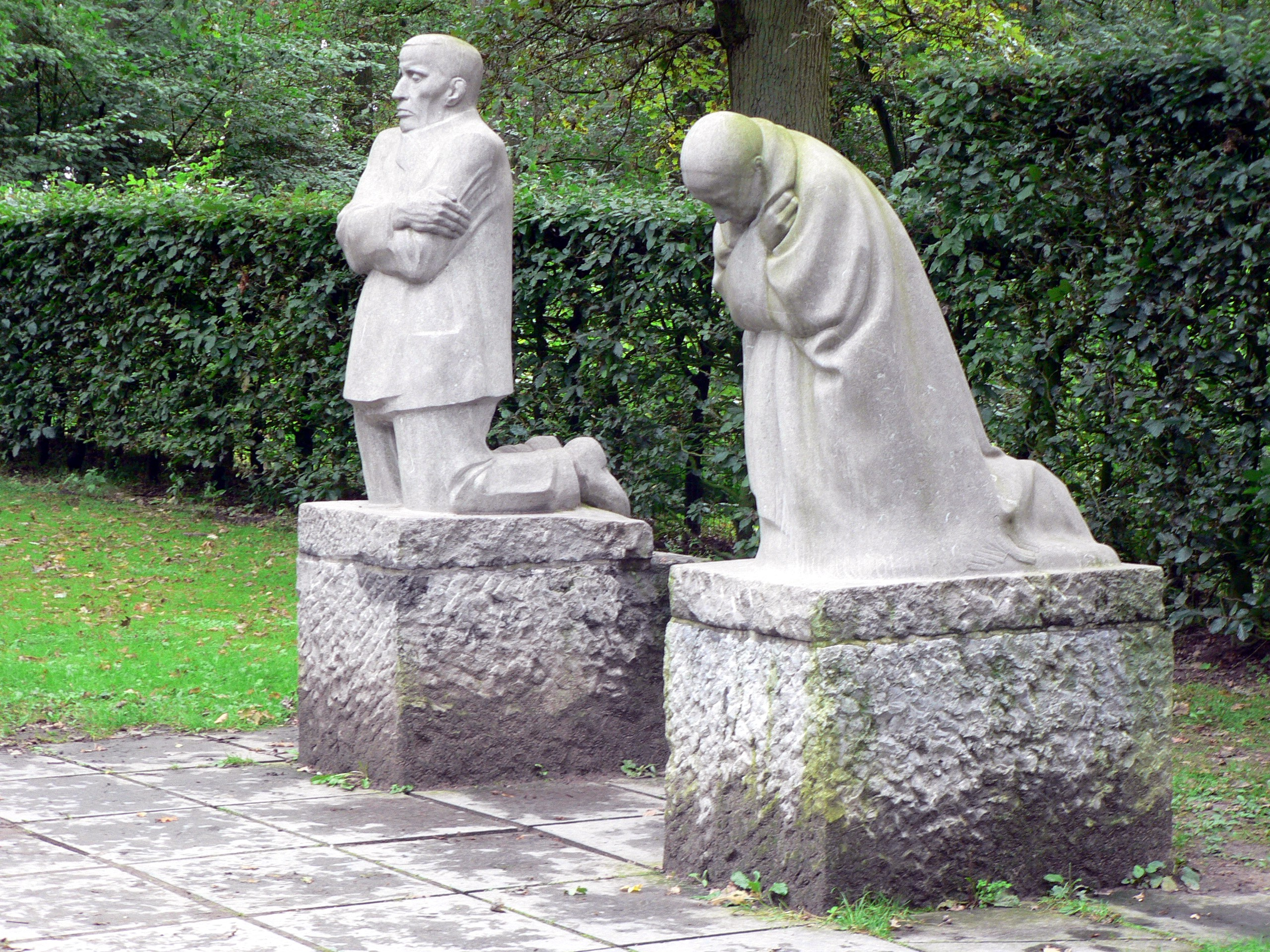
Het treurende ouderpaar
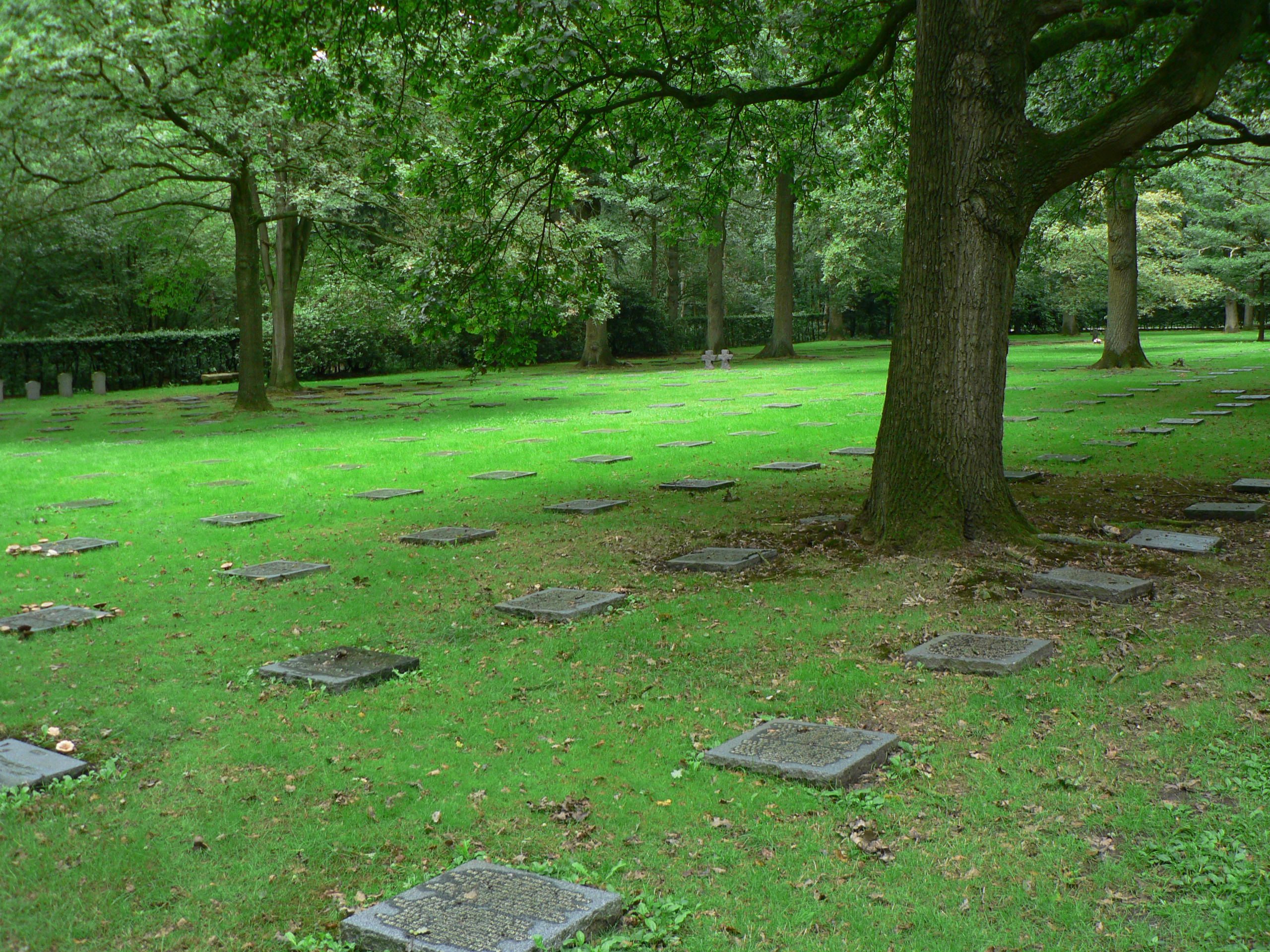
Duitse militaire begraafplaats in Vladslo